# 彩帆香取神社
彩帆香取神社（さいぱんかとりじんじゃ）、是位於美利堅合眾國北馬里亞納群島塞班島加拉班上的一座神社。創建於大正年間，原本稱為彩帆神社，在太平洋戰爭中遭到破壞，於1985年再建。

## 歴史
第一次世界大戰大正3年（1914年）10月14日，大日本帝國海軍的戰艦「香取」佔領了原德國領的賽班島。當時在島上一座小山上德軍的暸望台附近建造了一座小祠，供奉著軍艦香取内祭拜的香取神宮分靈（祭神 經津主神），而那座山被命名為香取山。大正5年，因為颱風的緣故小祠被摧毀，於是將該神社遷移到香取山中腹上 ，這座神社就被稱為彩帆神社。
而後一陣子，當時在賽班島開發的南洋興發社長「砂糖王」松江春次，將原本的小祠改建為大規模的神社。此外他還向南洋廳提出將這座神社看成是整個南洋群島的守護神的要求，但因為南洋神社的興建而不被採納。昭和6年（1931年）10月24日，新社殿在目前的位置完工，與天照大神・大國主命合祀、社名為彩帆神社。第二次世界大戰時，賽班島成為了戰場，1944年社殿完全被破壞，一直到戰爭結束都沒有再重建。
後來為了紀念松江春次 ， 於原本彩帆神社的跡地建立了砂糖王公園。

## 現況

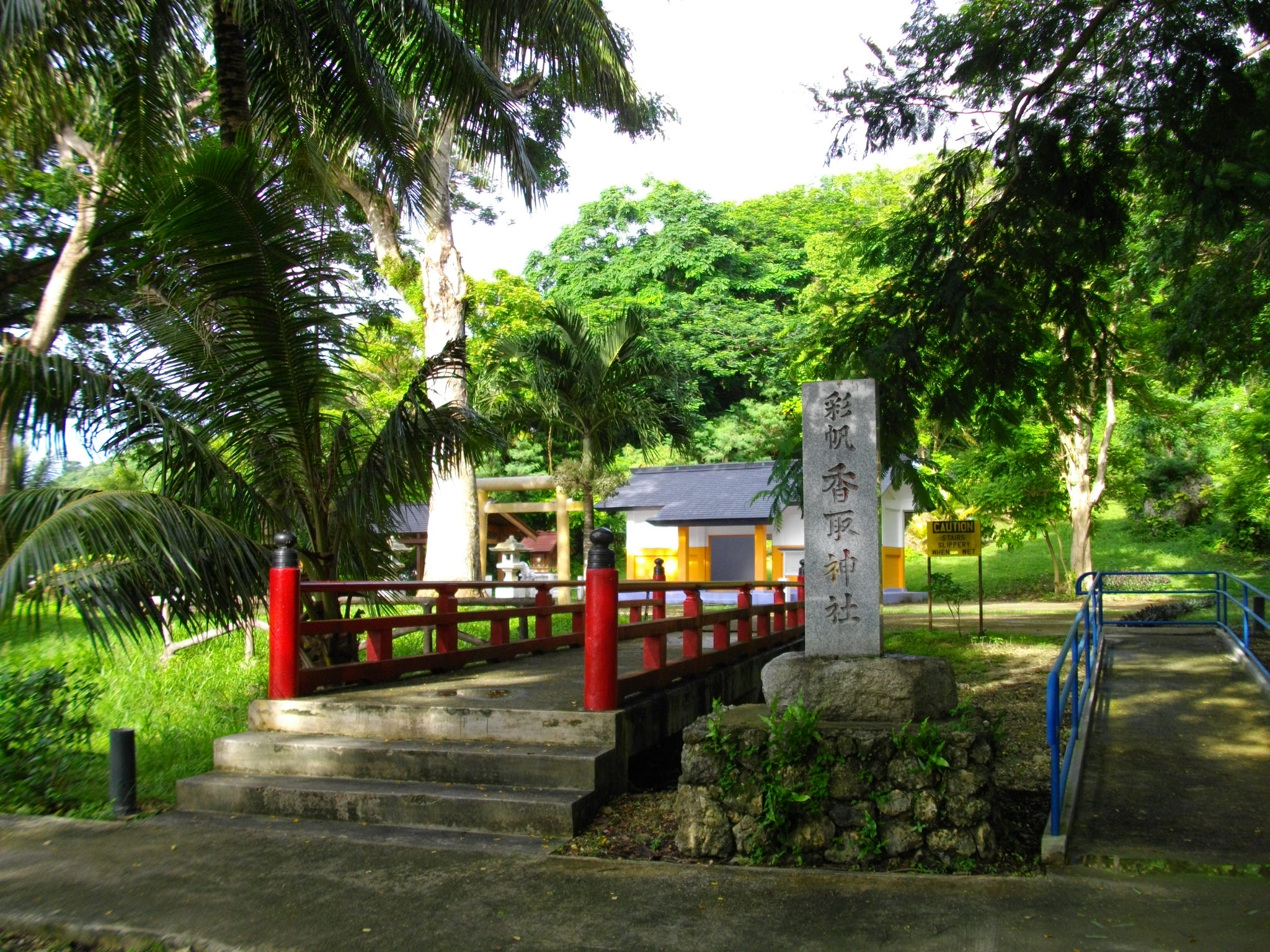
戰後的新社號
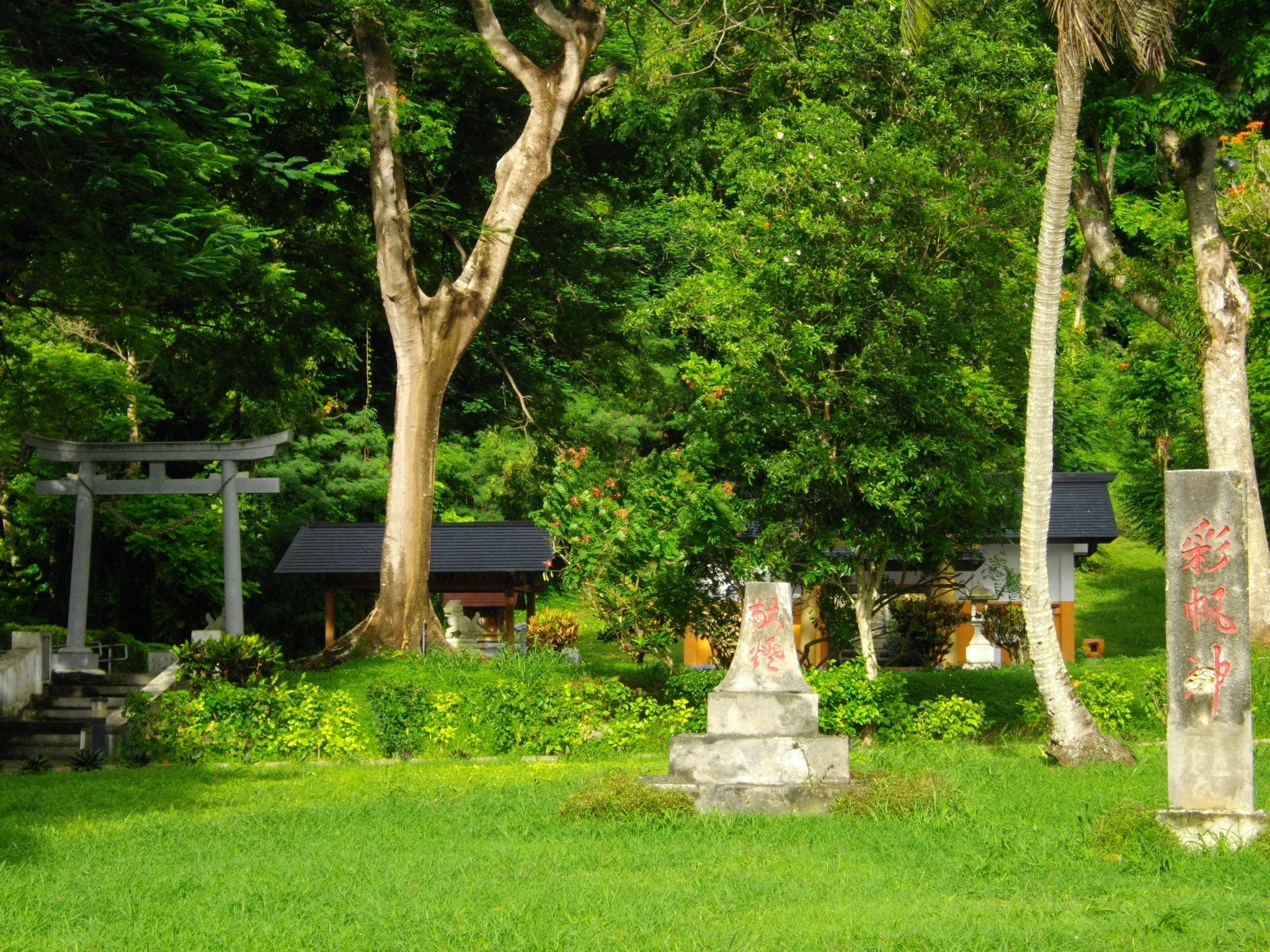
上半身消失的石燈籠
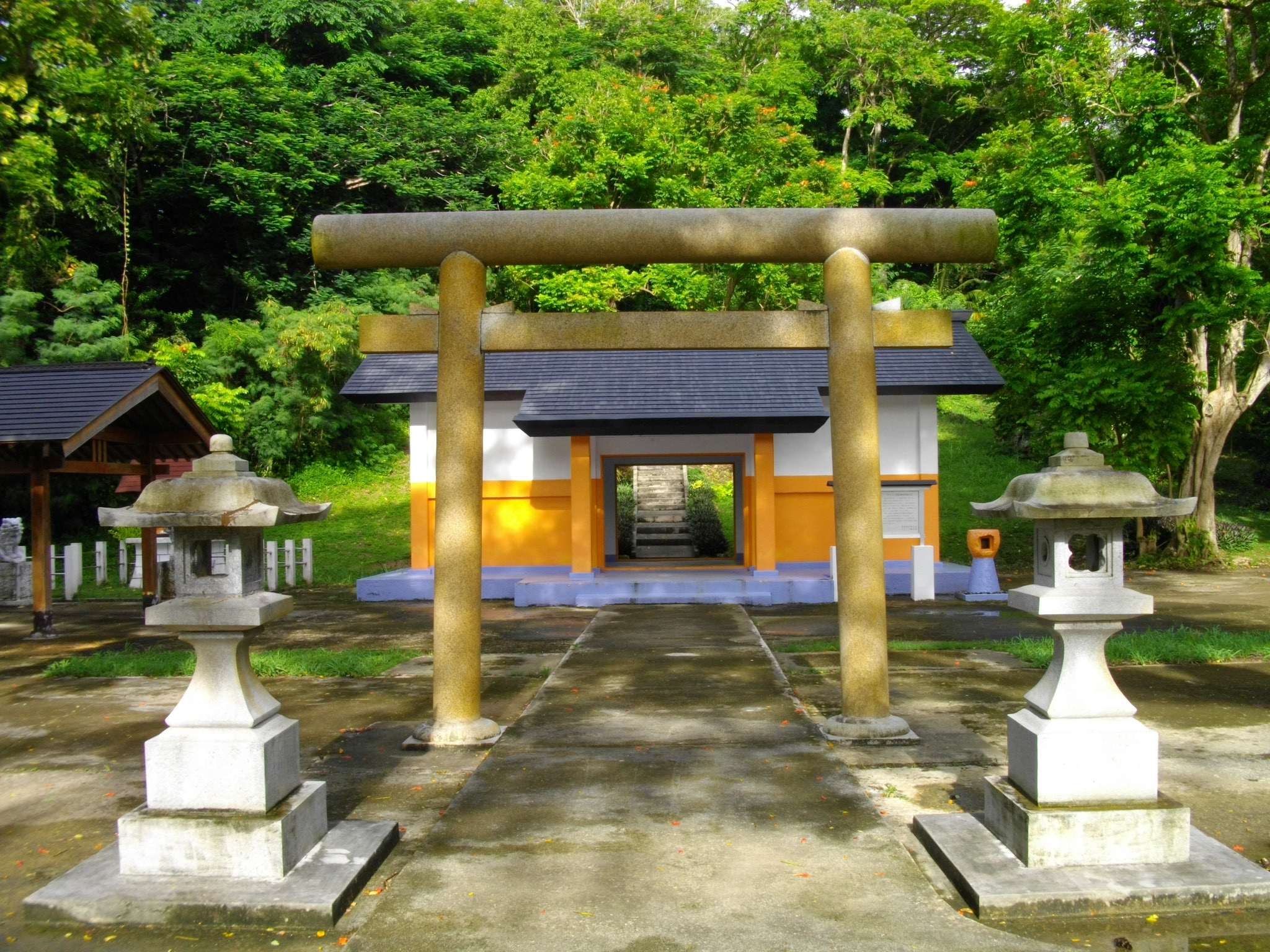
拜殿與改造後的新鳥居
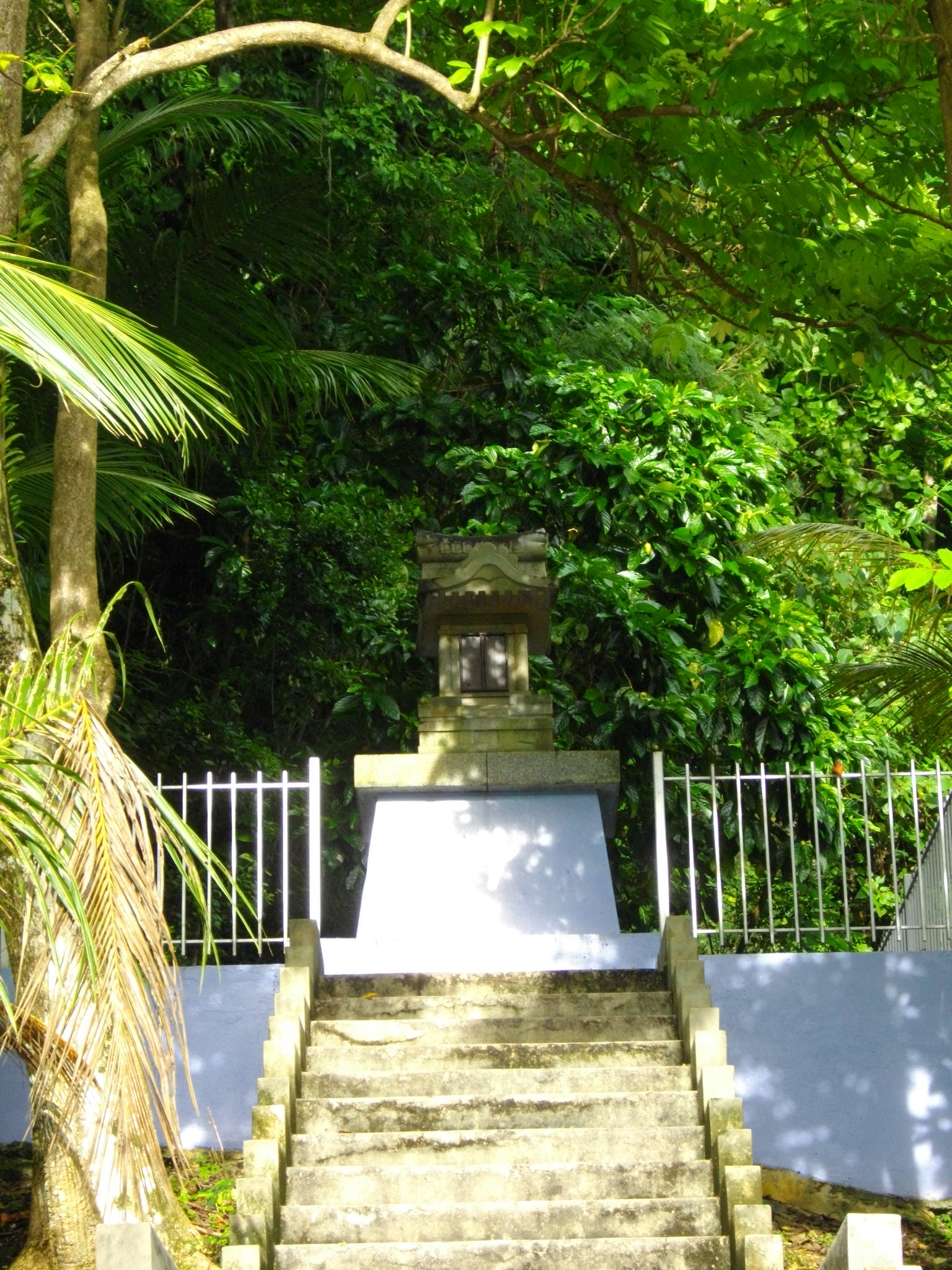
奥之祠

昭和60年（1985年）11月19日，由日本的香取神社連合會著手重建該神社，將它命名為「彩帆香取神社」。社號標與石燈籠都是戰前殘留的。舊社號標在2004年6月時自然倒下並且損壞，2005年6月，天皇與皇后在拜訪塞班島時修復。
每年秋天會舉行日本人會舉辦的秋祭，以及七五三節的祈願活動。會場中會有許多各界捐獻燈籠和商家的攤販。除了日本人外也有許多當地人會參加，所以祭典也因此成為交流的場所。

## 相關項目
- 香取 (戰艦)
- 加拉班

## 外部連結
- サイパン島の戦跡(1)